# Álvaro Vieira Pinto
Álvaro Borges Vieira Pinto (Campos dos Goytacazes, 11 de novembro de 1909 — Rio de Janeiro, 11 de junho de 1987), foi um médico, físico, professor, intelectual, filósofo e tradutor brasileiro.   
Se destacou por sua posição materialista e dialética a respeito da realidade nacional subdesenvolvida e sua atividade político-intelectual em defesa do desenvolvimento autônomo do Brasil durante o século XX. Possuía formação superior plural, sendo filósofo, tradutor, professor, pesquisador e tendo também atuado em educação, medicina, matemática, demografia e física. O educador Paulo Freire o chamava de “mestre brasileiro”. Formou muitos militantes e intelectuais, como Leandro Konder.  
Elaborou sua filosofia em torno do conceito de “trabalho”, entendido pelo autor como aspecto essencial do ser humano e também o próprio ser humano em atividade de trabalho.
O cientista político César Benjamin disse sobre ele: "Catedrático da Faculdade de Filosofia da então Universidade do Brasil (hoje UFRJ), com tese defendida na França sobre a cosmologia em Platão, unia rigorosíssima formação clássica à condição de excelente matemático. Ganhou projeção a partir de 1956, quando se juntou ao grupo de fundadores do Instituto Superior de Estudos Brasileiros (ISEB), cujo Departamento de Filosofia passou a chefiar. Ali, instalado no centro dos debates do ciclo desenvolvimentista, dedicou-se a compreender os vários modos de pensar o Ser Nacional a partir da periferia do sistema-mundo. Incursionou pela sociologia, a pedagogia, a história, a linguística e a demografia. Foi o mestre de uma geração que teve em Paulo Freire e em Darcy Ribeiro dois expoentes. Nação, povo, trabalho, cultura, ciência, técnica, dependência, desenvolvimento, construção de identidades foram temas que permearam a fecunda reflexão de Vieira Pinto, que sempre pensou a partir da condição de filósofo".
Foi perseguido e exilado durante o golpe de 1964, como muitos outros intelectuais.

## Vida

### Formação e filosofia
Formado em medicina em 1932, pela Faculdade Nacional de Medicina do Rio de Janeiro. Em 1934 ingressou na Ação Integralista Brasileira (AIB), organização de inspiração fascista, liderada por Plínio Salgado, da qual depois se afastaria político e teoricamente. Na época, no campo profissional, dedicou-se aos estudos e pesquisas laboratoriais. Paralelamente, completou os cursos de física e matemática na Universidade do Distrito Federal (UDF).  
Alceu Amoroso Lima, então reitor da UDF, indicou-o para ensinar lógica matemática, disciplina pela primeira vez oferecida no país. Mais tarde, passou a lecionar lógica na Faculdade Nacional de Filosofia (FNFi) da Universidade do Brasil. Em 1941, tornou-se colaborador da revista Cultura Política, publicação que reuniu os mais expressivos intelectuais do Estado Novo, assinando a coluna "Estudos e pesquisas científicas". 
Após passar um ano estudando na Sorbonne, em Paris, retornou ao Brasil em 1950 e defendeu sua Tese sobre Cosmologia em Platão, assumindo então a cadeira de titular de história da filosofia da Faculdade Nacional de Filosofia (FNFi), disciplina que ministrava há vários anos, na qualidade de professor assistente. Em meados de 1951, afastou-se da pesquisa médica, à qual se dedicara praticamente desde a sua formatura, para se dedicar exclusivamente ao ensino e ao estudo da filosofia.  

### Atuação no ISEB
Em 1955, a convite de Roland Corbisier, tornou-se chefe do Departamento de Filosofia do recém-criado Instituto Superior de Estudos Brasileiros (ISEB), organizado no âmbito do Ministério da Educação e Cultura. Na chefia do Departamento de Filosofia do ISEB, lançou a coleção "Textos de Filosofia Contemporânea do ISEB" e publicou o seu livro Consciência e Realidade Nacional, com 2 volumes. Em 1962, assumiu a direção executiva do ISEB, tendo de enfrentar uma difícil situação financeira e uma permanente campanha difamatória movida pela imprensa conservadora, tendo à frente o jornal O Globo.  

### Golpe militar e exílio na Iugoslávia
O oposição ao ISEB tinha como motor o comprometimento do instituto com as reformas de base defendidas pelo governo do presidente João Goulart (1961-1964). Com o golpe militar que derrubou Goulart (31 de Março de 1964) e a repressão desencadeada a seguir, a sede do ISEB foi invadida e em 13 de abril os militares decretaram a extinção do instituto. Cassado pelo Ato Institucional nº 1 (AI-1), Álvaro Vieira Pinto se refugiou no interior de Minas Gerais, casa-se com Maria Apparecida Fernandes Vieira Pinto , partindo em seguida para o exílio. Inicialmente estiviram exilados na Iugoslávia (a partir de setembro de 1964), e depois no Chile (entre 1965 e 1968). 

### Exílio no Chile e trabalho no CELADE
No Chile, Álvaro Vieira Pinto onde trabalhou como pesquisador e professor no Centro Latino-Americano de Demografia (CELADE), órgão ligado à Organização das Nações Unidas, desenvolvendo pesquisas em Demografia. Neste ambiente, publicou em espanhol o livro El Pensamiento Crítico en Demografia em 1973 e um pequeno caderno, Demografia como Ciência com o resumo deste mesmo livro.  

### Volta ao Brasil e AI-5
Em dezembro de 1968 voltou ao Brasil, às vésperas da edição do AI-5, que marcou o endurecimento do regime militar. Publica em 1969 o livro Ciência e Existência.   
Nos anos 1970, traduziu obras de autores consagrados como Arthur Clarke, Arnold Toynbee, Immanuel Kant, Noam Chomsky, Jean Piaget, Bronislaw Malinowski, Claude Lévi-Strauss, Arnold van Gennep, dentre outros, para a Editora Vozes, sob diferentes pseudônimos e trabalhando em seu apartamento, com apoio de sua esposa.    
Em 1982, nota-se  uma retomada de interesse acadêmico por sua obra, que até então foi praticamente invisibilizada pela ditadura, a partir da publicação de Sete Lições sobre Educação de Adultos, originalmente anotações de aulas ministradas no Chile em 1966.   

### Manuscritos e publicações póstumas
Foram publicados postumamente os livros O Conceito de Tecnologia de 2005 (a partir de manuscritos do autor, de 1973), e A Sociologia dos Países Subdesenvolvidos em 2008, também a partir de manuscritos do autor.

## Obra
- Ideologia e Desenvolvimento Nacional (1956): Transcrição de palestra inaugural do ISEB.
- Consciência e Realidade Nacional (1960): Livro com dois volumes publicado pelo ISEB.
- Por que os ricos não fazem greve? Este pequeno livro de bolso trata sobre o conceito de trabalho e de trabalhador, respondendo a questões como "Quem são os ricos?" e porque não trabalham (e, consequentemente, não fazem greve). Faz parte da coleção "Cadernos do Povo Brasileiro", coleção concebida pelo ISEB como instrumentos de denúncia e mobilização ao engajamento político[2].
- A Questão da Universidade: Livro sobre educação, analisando a universidade brasileira e as lutas estudantis.
- El pensamiento critico en demografia: Obra escrita para o CELADE (Chile) e publicada em espanhol, tendo tido uma recepção positiva em diversos países da América Latina, mas nunca publicada no Brasil. Este trabalho busca fornecer à pesquisa em demografia ferramentas analíticas para que o estudo das populações pudessem deixar de ser consideradas apenas expressões numéricas quantitativas que são comprovadas com séries estatísticas, para uma compreensão sócio-cultural mais ampla, qualitativa[2].
- Ciência e Existência: problemas filosóficos da pesquisa científica (1969) Sobre a questão do trabalho científico, abordando aspectos existenciais e filosóficos, visando contribuir para que a ciência no Brasil pudesse se desenvolver e contribuir para a emancipação do país[2].
- Sete Lições sobre Educação de Adultos: Último livro publicado em vida pelo autor. Esta obra é uma edição de suas aulas ministradas no Chile, sobre educação de adultos.
- O Conceito de Tecnologia (2005). Livro publicado postumamente com dois volumes pela Editora Contraponto, abordando a teoria da comunicação e a crítica da cibernética no contexto educacional.[5]
- A Sociologia dos Países Subdesenvolvidos (2008). Livro publicado postumamente a partir de manuscritos encontrados por José Ernesto de Fáveri.
- Filosofia Actual (2022). O livro consiste na transcrição em espanhol das notas de aula de Álvaro Vieira Pinto, distribuídas em 1957 por José María Rivarola Matto, abordando temas como filosofia moderna, ciência e pensamento de Kierkegaard, Heidegger, Sartre e Jaspers.[6]

## Estudos sobre Álvaro Vieira Pinto
- CÔRTES, Norma. Esperança e democracia. As idéias de Álvaro Vieira Pinto. Rio de Janeiro: IUPERJ, 2001 (Tese de Doutorado). https://web.archive.org/web/20090827001804/http://www.cpdoc.fgv.br/nav_gv/htm/biografias/Alvaro_Vieira_Pinto.asp, acesso em 21 de agosto de 2008.
- FÁVERI, José Ernesto de (Org.). O Legado de Álvaro Vieira Pinto na voz de seus contemporâneos. Blumenau: Nova Letra, 2012.
- FREITAS, Marcos Cezar de. Álvaro Vieira Pinto. A personagem histórica e sua trama. São Paulo: Cortez. USF-IFAN, 1998.
- ROUX, Jorge. Álvaro Vieira Pinto: nacionalismo e Terceiro Mundo. São Paulo, Cortez, 1990.